# رژویچه
رژویچه (به صربی: Reževiće) یک منطقهٔ مسکونی در صربستان است که در توتین، صربستان واقع شده‌است. رژویچه ۱۰۴ نفر جمعیت دارد.